# Футбольное обозрение
«Футбо́льное обозре́ние» — спортивная информационно-аналитическая телепрограмма, выходившая в СССР, впоследствии в России, посвященная последним футбольным событиям внутри страны и за рубежом. Передача, в основном, выходила по воскресеньям с получасовым форматом. Передача выходила в эфир чаще во время чемпионатов мира и Европы, и реже зимой в перерыве внутреннего чемпионата СССР, с 1992 года — чемпионата России.
В 1990-е годы меняла временно название на «Гол!». Ведущими программы «Гол!» были Владимир Перетурин, Владимир Маслаченко, Георгий Саркисьянц, Владимир Топильский, Александр Шмурнов, Геннадий Орлов, Юрий Панкратов, Виктор Гусев и Евгений Майоров. В этой же программе, в качестве корреспондентов, начинали свой творческий путь такие журналисты, как Валерий Чумаченко, Игорь Будников и Константин Выборнов; также корреспондентом программы был Анатолий Малявин.

## История
Премьерный эфир состоялся 19 октября 1980 года. Вниманию зрителей были предложены отрывки из шести матчей 28-го тура 43-го чемпионата СССР. Был показан 21 гол с повторами. Любители футбола увидели игру в атаке центрального защитника тбилисца Александра Чивадзе, дебютный гол в высшей лиге перспективного юниора московского «Динамо» Александра Молодцова, а также красивые мячи, проведённые армейцем Тархановым, спартаковцем Калашниковым и своеобразный гол, забитый алмаатинцем Пехлеваниди. В программу также вошли видеофрагменты международных матчей, отборочных поединков чемпионата мира, в одном из которых сборная Румынии сенсационно обыграла англичан, и, наконец, интервью со старшим тренером «Памира» Марком Тунисом.
Стандартная передача состояла из приблизительно семидесяти процентов обзора последнего тура внутреннего чемпионата, двадцати процентов различных европейских матчей, и остаток — разбор писем читателей или других околофутбольных событий. После распада союзного чемпионата, передача стала проводить обзоры российского чемпионата, практически не освещая чемпионаты других стран СНГ.
В качестве обзора матчей показывались голы и другие яркие моменты игры, в том числе нарушения и карточки. Репортаж об одном матче продолжался около двух минут, и даже не все голы тура попадали в программу. Однажды, в ответ на настойчивые просьбы зрителей «больше голов» передача, посвящённая начальному туру еврокубков, показала все голы тура.
По контрасту, программа «Футбол без границ», выходившая в начале-середине 1990-х годов на телеканале РТР, показывала репортажи в основном о чемпионатах Испании и Нидерландов и тратила десять минут на репортаж.
Некоторые выпуски тратили большую часть времени на наиболее запоминающиеся (обычно негативные) события. Один выпуск привёл к изменению поведения вратарей, после репортажа когда вратарь бакинского «Нефтчи» Александр Жидков прыгнул ногами вперёд в грудь нападающему «Днепра» Олегу Протасову.
Последние передачи перед новым годом часто носили развлекательный характер, с шутками или мультфильмом «зверский футбол» (Bedknobs and Broomsticks)
Большинство передач проводило различные конкурсы:
- Гол тура (и вытекающий гол года) — постоянная рубрика
- Оценка спорной ситуации с судейскими комментариями
- Конкурс ведущего «Формулы-1» Сергея Ческидова

За годы у передачи были различные ведущие, и наиболее частым был Владимир Перетурин, реже Владимир Маслаченко. С апреля по июнь 1998 года из-за случившегося у Перетурина инсульта передачу поочерёдно вели Владимир Топильский, Константин Выборнов, Василий Конов и Виктор Гусев. Конов также провёл несколько выпусков программы осенью 1998 года.
Долгие годы это была единственная передача на советском телевидении, посвящённая только футболу. В советское время передача начиналась Футбольным маршем Матвея Блантера и заканчивалась мелодией Lily Was Here Кэнди Далфер и Дэйва Стюарта.
Последний раз в эфир программа вышла 13 декабря 1999 года, после чего она была закрыта в связи с низкими рейтингами («Футбольное обозрение» в последние годы существования сильно уступало по рейтингам программе «Футбольный клуб» на НТВ, негативно воспринимаемой Перетуриным). Другой причиной закрытия стала необновляемость формата передачи: на фоне выходившего параллельно «Футбольного клуба» программа Перетурина выглядела устаревшей и застрявшей в начале 1980-х годов, в которую не хотели вносить никаких изменений. С 19 марта 2000 года вместо неё стала выходить программа «Время футбола» (с 29 октября 2000 — «На футболе») с Виктором Гусевым, уделявшая внимание в основном российскому футболу. Последний выпуск вышел в эфир 1 июня 2004 года.
С 15 марта 2011 года по 13 марта 2012 года передача выходила на портале газеты «Советский спорт» под названием «Футбольное обозрение Владимира Перетурина».
В сентябре 2022 года журналист издания «Спорт-Экспресс» Максим Алланазаров рассказал о том, что Первый канал планирует возобновить «Футбольное обозрение» с ведущим Денисом Казанским, но этого не произошло. Вместо этого в рамках проекта «Подкаст.Лаб» появилась рубрика Казанского «Футбол не хоккей» («Хоккей не футбол»), где он берёт интервью у звёзд спорта. Спустя полгода данный телеканал принял эту задумку, и с 5 марта по 11 июня 2023 года она выходила под названием «На футболе с Денисом Казанским» (до этого, программа с таким же названием, но с Виктором Гусевым уже выходила на этом же канале в начале 2000-х годов). Однако программа продержалась в эфире лишь до конца футбольного сезона 2022/2023: уже с первого выпуска по требованию телеканала «Матч ТВ» (официального вещателя РПЛ) программе было запрещено использовать видеофрагменты матчей тура, и тем самым, их обзоры стали устно обсуждаться вместе с экспертом Леонидом Слуцким с приглашёнными футболистами.

## Похожие передачи постсоветского времени, выдержанные в духе «Футбольного обозрения»
| Телеканал        | Название                                                                         | Годы показа                                        | Ведущий                                      |
| ---------------- | -------------------------------------------------------------------------------- | -------------------------------------------------- | -------------------------------------------- |
| ТНТ и НТВ+       | «Европейская футбольная неделя»                                                  | 3 января 1998 — 23 июня 2001                       | Алексей Андронов / Георгий Черданцев         |
| ТВ Центр/ТВЦ     | «Футбол в диалогах» «Футбол — игра народная»                                     | 10 октября 1998 — 22 октября 2001                  | Александр Вайнштейн                          |
| НТВ              | «Третий тайм»                                                                    | 7 ноября 1999 — 15 мая 2002                        | Савик Шустер                                 |
| ОРТ/Первый канал | «Время футбола» «На футболе с Виктором Гусевым» «На футболе с Денисом Казанским» | 19 марта 2000 — 1 июня 2004 5 марта — 11 июня 2023 | Виктор Гусев / Василий Конов Денис Казанский |
| РТР              | «Футбол+ТВ»                                                                      | 23 марта — 19 ноября 2000                          | Александр Вайнштейн                          |
| М1               | «Московский футбол»                                                              | 8 мая 2001 — 26 ноября 2002                        | Валерий Чумаченко                            |
| REN-TV           | «Золотая летопись чемпионата мира по футболу»                                    | 2001—2002                                          | нет                                          |
| НТВ              | «Все звёзды Чемпионата мира по футболу»                                          | 4 апреля — 13 июня 2002                            | нет                                          |
| ОРТ              | «Большой футбол»                                                                 | 21 мая — 30 июня 2002                              | Кирилл Клеймёнов                             |
| 7ТВ              | «Футбольный вестник»                                                             | 23 ноября 2003 — 7 марта 2004                      | Владимир Стогниенко                          |
| НТВ              | «ПроЯвление» «Футбол в разрезе»                                                  | 16 октября 2004 — 2 июля 2005                      | Владислав Батурин Михаил Мельников           |
| Пятый канал      | «оПять о футболе»                                                                | 1 октября 2006 — 27 декабря 2009                   | Геннадий Орлов                               |

После развала СССР, в эфире государственных, частных и платных специализированных телеканалов появилось большое количество программ со схожим форматом, среди которых:
- Футбол без границ — обзорная программа, посвящённая европейским чемпионатам, в первые годы существования производилась собственным творческим объединением ВГТРК «Арена» (впоследствии преобразованную в Студию спортивных программ) совместно с голландской компанией «Эрейдж Медиасервис». Основана была на британском футбольном журнале, который выходил на 7ТВ как Шоу Футбольной Европы. Затем выходила программа полностью отечественного производства, которую вёл Олег Жолобов. С этого же времени программа стала освещать и матчи российского чемпионата. Выходила на РТР с 1992 по 1998 год.
- Футбол России — программа о российском футболе, выходит с 2003 года, изначально в ночном эфире телеканала «Россия», в июне 2003 года переехала на только что образованный канал «Спорт», с ноября 2016 года — на канале «Россия-24». В разные годы были разные ведущие (среди них Илья Казаков, Игорь Будников, Аркадий Белый, Владимир Стогниенко и др.).
- Футбольный клуб — обзорная программа, где уделялось внимание как российскому, так и мировому футболу. Из-за конфликта Василия Уткина с Савиком Шустером в 1999 году на полгода исчезла из эфира, в 2000 году вновь вернулась, и просуществовав непродолжительный срок, после захвата НТВ была закрыта. В конце 1990-х, начале 2000-х годов в эфире существовали также программы «Футбольный клуб представляет Чемпионат России» (выходил до 2001 года) и «Футбольный клуб представляет Лигу Чемпионов» (выходил до 2006 года). Ведущий — Василий Уткин, иногда заменялся Савиком Шустером, Владимиром Маслаченко и Георгием Черданцевым. В 2004—2006 годах выходила только после матчей Лиги Чемпионов с обзором матчей за день. С 1999 по 2001, а также с 2005 по 2012 год выходила на спутниковом телеканале НТВ-Плюс Футбол.
- На футболе с Виктором Гусевым («Время футбола») — преемник «Футбольного обозрения», выходивший в 2000—2004 годах на «Первом канале» (ОРТ) поздно ночью (сначала в ночь с воскресенья на понедельник[23], позже с понедельника на вторник, ещё позже — со вторника на среду)[24]. Была первой (и осталась единственной) программой среди выходивших на общедоступных телеканалах, которая выходила в прямом эфире как на Москву, так и на восточные регионы России[25]. Внимание уделялось почти исключительно российскому футболу, за исключением рубрики «Галопом по Европам». Также было большое количество развлекательных рубрик, что сильно отличало её от остальных программ такого типа. Студийные декорации передачи имитировали комментаторскую кабинку на стадионе. На случай отпуска Виктора Гусева программу вместо него вёл сменщик[26] (Василий Конов).
- Европейская футбольная неделя — программа о европейском футболе, делалась усилиями спортивной редакции компании «НТВ-Плюс» (у НТВ и ТНТ не было своих собственных спортивных редакций[27]). Выходила с 1998 по 2001 год. В самом начале существования программы в ней не было ведущих, после того, как программа стала выходить на футбольном канале производства НТВ-Плюс, программу стали вести Алексей Андронов и Георгий Черданцев. Программа выходила на двух каналах — эфирном ТНТ и спутниковом НТВ-Плюс Футбол.
- Футбольная ночь — информационно-развлекательная программа, посвящённая обзору матчей тура в российском чемпионате. В разное время ведущими были Анастасия Мыскина, Дмитрий Фёдоров, Василий Уткин, Виктория Лопырёва, Станислава Комарова, Георгий Черданцев и Таш Саркисян. В 2011 году программа приобрела более аналитический характер: все развлекательные рубрики были закрыты.

Помимо программ с аналитическим уклоном, в эфире появлялись программы, носящие в себе ещё и развлекательный подтекст (например, «На футболе» и «Футбольная ночь»), а также просто нарезку лучших голов турниров прошлых лет (как например «Все звёзды Чемпионата мира по футболу», «Золотая летопись мирового футбола»).